# Адемір да Гія
Адемір да Гія (порт. Ademir da Guia, нар. 3 квітня 1942, Ріо-де-Жанейро) — бразильський футболіст, що грав на позиції півзахисника. Більшу частину кар'єри провів у «Палмейрасі».
Адемір, син іншого відомого гравця Домінгоса да Гії та племінник Ладіслау да Гії. Від батька, відомого як «Божественний учитель», Адемір заробив своє прізвисько — «Божество». Рекордсмен клубу «Палмейрас» за кількістю проведених матчів — 901 гра; за кількістю голів (153) займає 3-е місце в історії «Палмейраса». У 1986 році він отримав бюст на алеї слави «Палмейраса». Після завершення кар'єри гравця став політиком. У грудні 2003 року отримав звання почесного громадянина штату Сан-Паулу.
За версією IFFHS займає 34 місце серед найкращих гравців Південної Америки XX століття. У 2008 році увійшов до Зали Слави бразильського футболу.

## Клубна кар'єра
Адемір народився 3 квітня 1942 року в Бангу, західному передмісті Ріо-де-Жанейро у родині футболіста Домінгоса да Гії. Там же він почав грати у футбол. Він почав свою кар'єру у віці 10-ти років, у молодіжному складі клубу «Керес». У 1956 році він перейшов в клуб «Бангу», куди потрапив завдяки тренеру Моасіру Буено, колишньому партнеру Домінгоса за виступами за «Бангу». У 1957 році Адемір, разом з молоддю Бангу, посів третє місце в молодіжній першості Ріо-де-Жанейро, а через рік Адемір з командою виграв срібні медалі. У 1959 році «Бангу» став чемпіоном молодіжної першості Ріо, і рада клубу вирішила перевести 4-х молодих гравців команди в основний склад, серед яких був і да Гія.

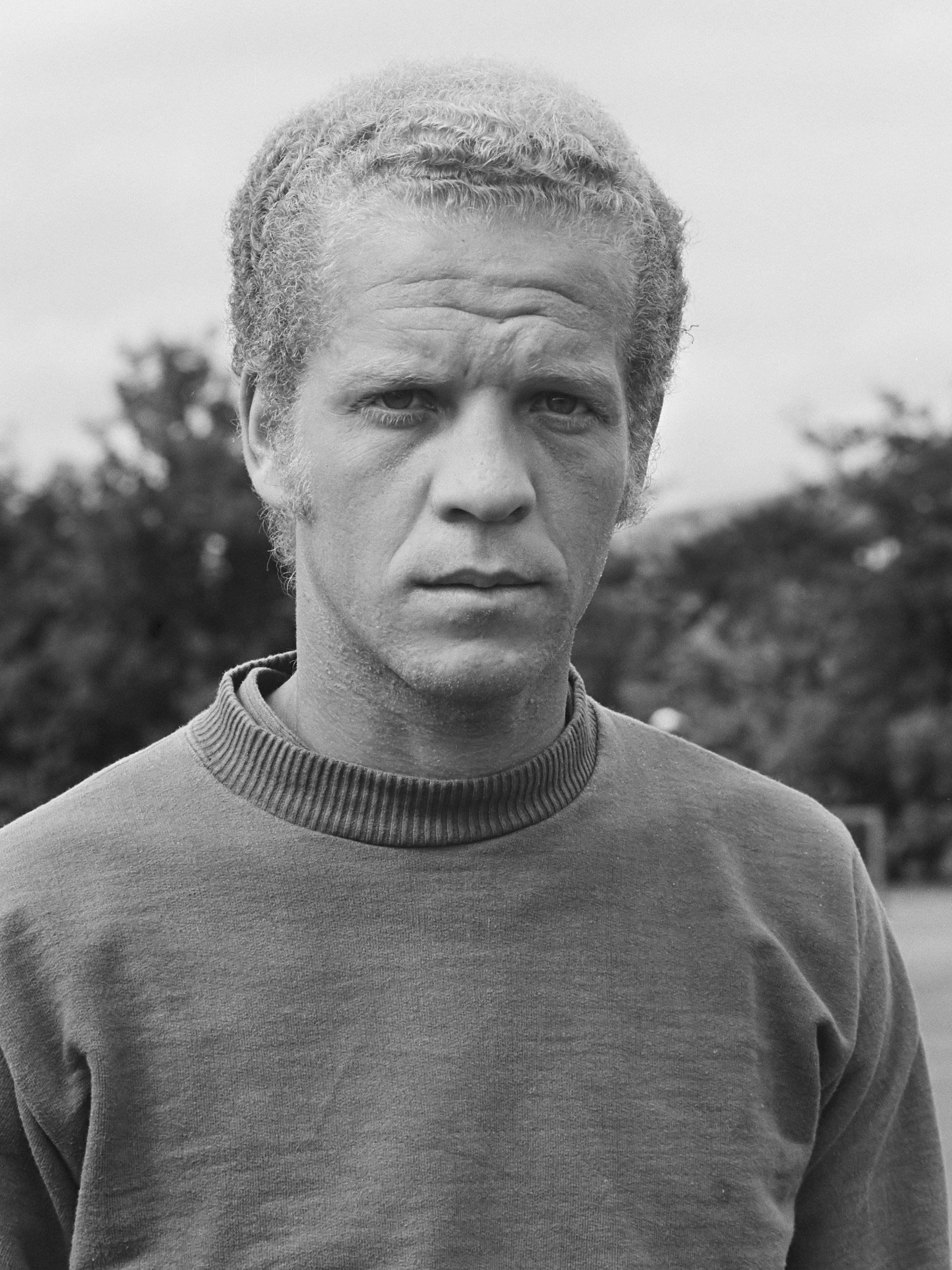
Адемір да Гія у 1974 році.

З 1960 році Адемір почав грати за основний склад «Бангу», і в тому ж році він став грати у складі молодіжної збірної штату Ріо-де-Жанейро. Свій перший гол за команду він забив 19 червня 1960 року у ворота «Атлетіко Мінейро» у товариській грі, але потім довго не міг відзначитися через малу кількість хвилин, проведених на полі. Свій наступний гол він забив тільки 19 січня 1961 року, вразивши ворота «Ферровіаріо», а потім забив ще один м'яч у цій грі. 3 лютого 1961 року Адемір зробив свій перший і єдиний хет-трик у кар'єрі, тричі забивши у ворота ССА. У серпні 1961 року Адемір підписав свій перший професійний контракт. Всього за «Бангу» Адемір забив 12 голів.

### «Палмейрас»
У 1961 році Адемір перейшов в «Палмейрас», який заплатив 6 млн крузейро за трансфер гравця, в останній момент «перехопивши» його в «Флуміненсе». Після цього головний тренер «Фламенго» Мануель Флейтас Соліч заявив, що «ціна яку ви за нього заплатили, не варта і однієї з його ніг». Він дебютував у складі команди 10 грудня 1961 року в товариській грі з клубом «Промека», що завершилась на користь «Палмейраса» (2:0). За іншою версією, він дебютував у складі команди 8 квітня 1962 року в матчі «Палмейраса» і змішаної збірної міста Санта-Барбара-д'Уесті, в якому «Вердао» програв 2:4, а сам Адемір провів на полі лише 12 хвилин, після чого отримав травму і не зміг продовжити матч. За третьою версією, його дебют відбувся 22 лютого 1962 року в матчі з «Корінтіансом», що завершився перемогою «Вердао» 3:1. Свій перший м'яч за клуб він забив 15 квітня 1962 року у ворота клубу «Інтернасьйонал Лімейра», в матчі, який Палмейрас програв 2:4.
Перші два роки в клубі Адемір, в основному, виходив на поле з лави запасних. Лише в 1963 році він завоював місце в основному складі команди, і допоміг клубу виграти чемпіонат штату Сан-Паулу, а також був визнаний кращим гравцем турніру. У 1965 році Адемір виграв з клубом турнір століття Ріо-де-Жанейро і турніру Ріо-Сан-Паулу. Через рік переміг у чемпіонаті Сан-Паулу, а в 1967 році виграв Кубок Бразилії і Кубок Роберто Гомеса Педрози. На початку і в середині 1970-х років Адемір з «Палмейрасом» виграв 3 титули чемпіона штату і два звання чемпіона Бразилії, в рік виграшу першого з них, Адемір отримав «Срібний м'яч» кращому півзахиснику чемпіонату. Останній матч за «Палмейрас» він провів 18 вересня 1977 року, в якому його клуб програв 0:2 «Корінтіансу», а сам Адемір був замінений після першого тайму через проблеми з диханням, якими страждав наприкінці кар'єри. Всього за «Палмейрас» Адемір провів 901 матч, з них клуб виграв 509 ігор, 234 матчі закінчилися внічию і 158 матчу клуб програв. Він забив 153 голи.
|                  | Без Адеміра да Гії „Палмейрас“ був би менше „Палмейрасом“ |
| — Рубенс Мінеллі |                                                           |

22 січня 1984 року був проведений прощальний матч Адеміра, в якому «Палмейрас» грав з командою друзів Адеміра да Гії.

## Виступи за збірну

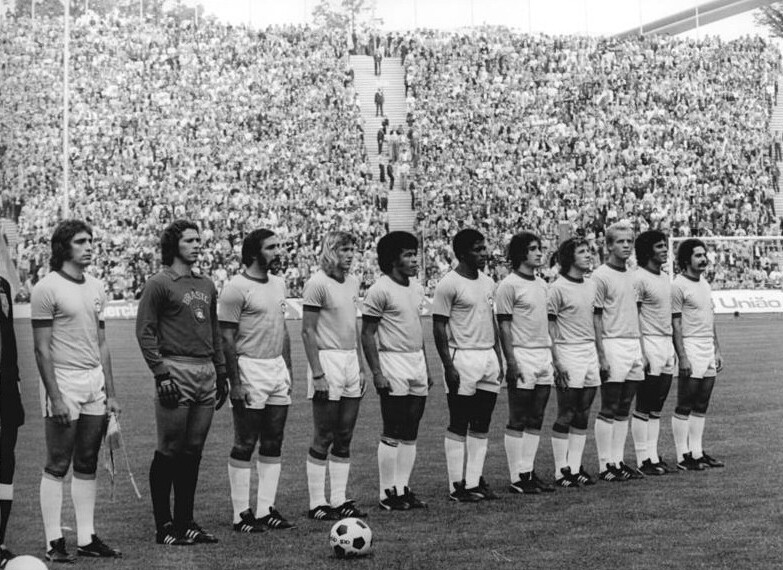
Адемір (третій праворуч) у складі збірної Бразилії в матчі за 3-е місце на чемпіонаті світу 1974 року

Незважаючи на успішний виступ в клубах, в збірну Бразилії Адемір тривалий час не викликався. Лише в 1965 році Вісенте Феола запросив Адеміра на кілька товариських ігор. Він дебютував у складі національної команди 2 червня 1965 року у матчі із збірною Бельгієї, який бразильці виграли 5:0, а потім провів 4 гри. Однак Адемір так і не зміг витіснити зі складу Жерсона, якого дуже любила бразильська преса, через це Адемір не виступав за національну команду 9 років — з 7 вересня 1965 року (матч з Уругваєм) по 31 березня 1974 року (матч з Мексикою).
Адемір планувався Жоаном Салданьєю на поїздку на чемпіонат світу 1970 року, проте перед турніром цей наставник полишив збірну, а його наступник Маріо Загалло «відчепив» Адеміра від поїздки на «мундіаль». У 1974 році Адемір таки поїхав у складі національної команди на чемпіонат світу у ФРН. Дружина Адеміра перша дізналася з новин про включення чоловіка до складу команди і з радістю подала йому цю новину, коли він їв, однак Адемір лише сумно посміхнувся і продовжив трапезу. На мундіалі він провів 1 гру, 6 липня зігравши у матчі за 3-є місце зі збірною Польщї, в якому бразильці програли 0:1. При цьому сам Адемір, який не розраховував, що вийде в складі з Польщею, дізнався про вибір тренера за кілька годин до гри, коли обідав у їдальні, споживаючи другу порцію десерту. Ця гра стала останньою для Адеміра у складі національної команди. Всього за збірну він провів 12 ігор.

## Подальше життя
Завершивши кар'єру гравця, Адемір став тренером, працюючи у футбольній школі «Палмейраса».
Адемір також був депутатом міста Сан-Паулу з 2004 по 2008 рік, набравши на виборах, в жовтні 2003 року 27541 голос. У 2008 році він зробив спробу переобратися, але вона закінчилася невдачею: Адемір набрав тільки 17009 голосів. У 2005 році він виступив із скаргою про те, що співробітники управління кабінету міста Сан-Паулу отримують гроші, які використовувалися чиновниками адміністрації для особистих потреб.

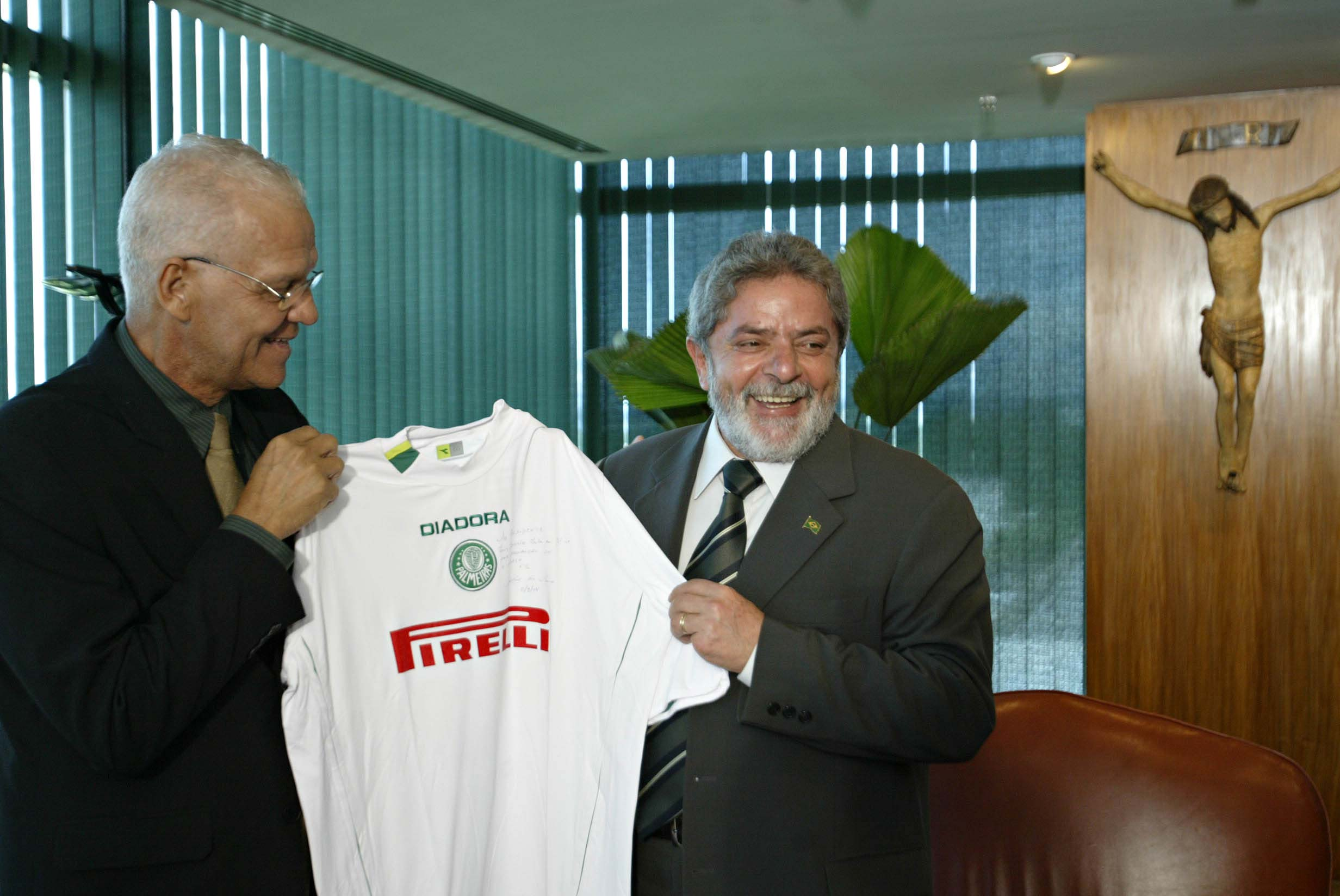
Адемір (ліворуч) разом з президентом Бразилії Луїзом Інасіу Лула да Сілвою тримає футболку «Палмейраса». 2004 рік.

14 березня 2009 року Адемір грав у матчі уряду Сан-Паулу, і надів майку клубу «Сан-Паулу», що викликало бурхливі відгуки у середовищі вболівальників. Однак сам Адемір сказав, що немає причин воювати поза межами футбольного поля, і вболівальники повинні зрозуміти це: «колись футболісти грали за футболку, але тепер, коли контракти на мільйони доларів, це залишилося в минулому».

## Досягнення

### Командні
- Чемпіон штат Сан-Паулу: 1963, 1966, 1972, 1974, 1976
- Чемпіон турніру Ріо-Сан-Паулу: 1965
- Переможець турніру століття Ріо-де-Жанейро: 1965
- Володар Кубка Бразилії: 1967
- Володар Кубка Роберто Гомеса Педрози: 1967, 1969
- Чемпіон Бразилії: 1972, 1974

### Особисті
- Найкращий футболіст Сан-Паулу: 1963
- Володар «Срібного м'яча» Бразилії: 1972

### Особисте життя
Адемір одружений, у нього є син, Адемір да Гія Жуніор, який грав у молодіжному складі«Палмейраса».
Зараз Адемір з дружиною живе в районі Пердізіс у Сан-Паулу.